# Barnard 147
Barnard 147 est une nébuleuse obscure serpentiforme située dans la constellation du Cygne. C'est une région sombre bien définie située juste en dessous de l'amas ouvert NGC 6871 et qui est d'ailleurs bien représentée dans la section supérieure gauche de l'image présentée. Elle est à proximité de Barnard 146, la plus grande région sombre présente dans la partie supérieure droite de cette même image.